# Estação Jaume I

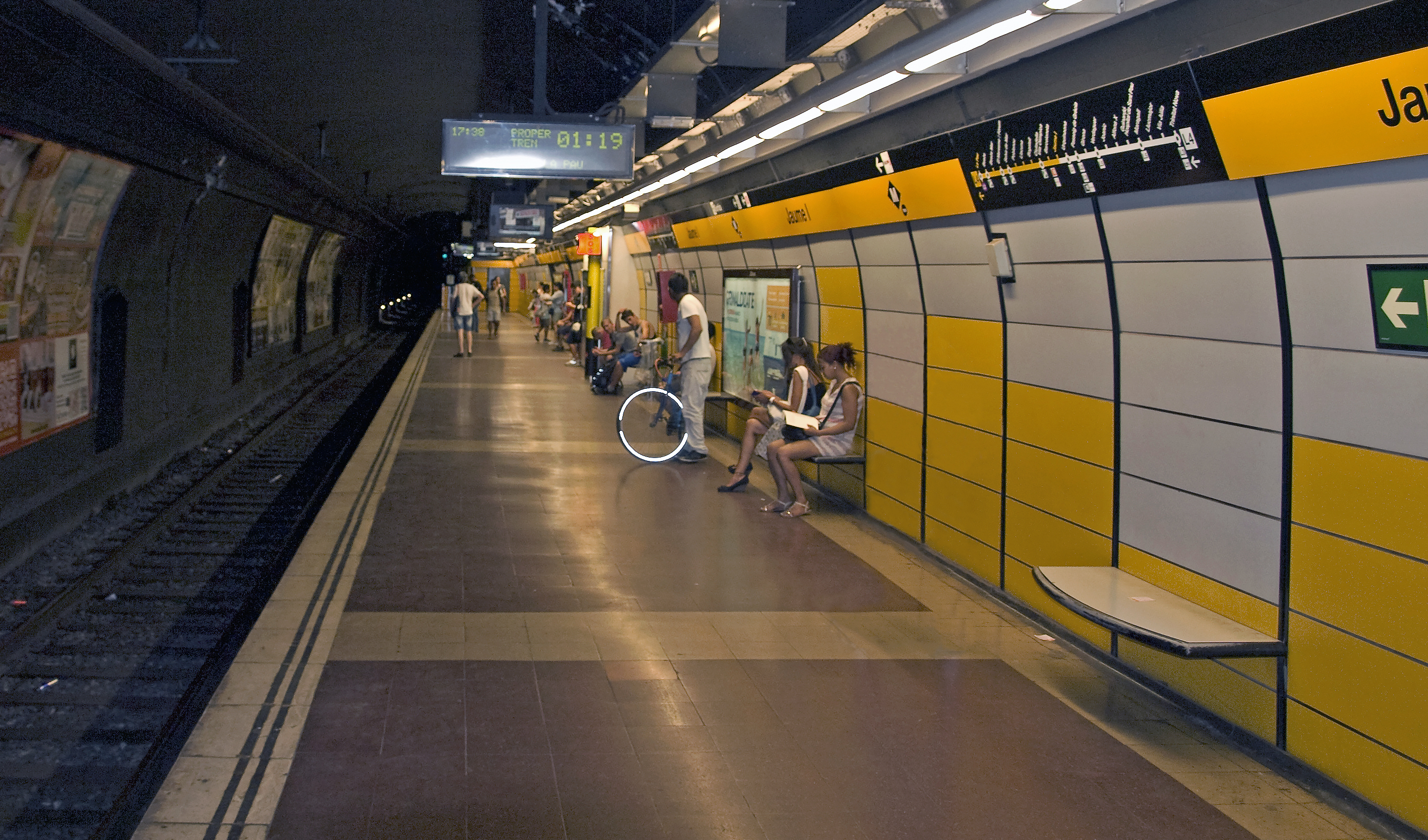
Estação Jaume I

Jaume I é uma estação da linha Linha 4 do Metro de Barcelona. Entrou em funcionamento em 1926.

## Facilidades
- acesso a comunicação com telefone celular;

## Localização
- Barcelona;  Espanha,  Catalunha.